# Встреча (фильм, 1955)
Встреча (азерб. Görüş) — кинокомедия 1955 года о любви узбечки и азербайджанца. Премьера фильма состоялась 6 августа 1956 года в Москве.

## Сюжет
Картина повествует о дружбе соревнующихся между собой колхозников-хлопкоробов Азербайджана и Узбекистана, в центре которой любовь узбечки Лалы и азербайджанца Кямиля. Любовь главного героя фильма к героине труда Лале превратила его из беспечного и ленивого парня в передовика производства…

## В ролях
- Ариф Мирзакулиев — Кямиль
- Неля Атауллаева — Лала
- Лейла Бадирбейли — Бильгеис
- Гасанага Салаев — Муса
- Мунаввер Кялантарли — Минавер
- Алиага Агаев — Шихали
- Агагусейн Джавадов — Абульфас
- Барат Шекинская — Шовкет
- Сона Асланова — Фирангиз (дублировала Александра Харитонова)
- Азиза Мамедова — Азиза
- Мамедали Велиханлы — Чайчи
- М. Норбаев — Нияз
- Фатех Фатуллаев — Гулузаде
- Сусанна Меджидова
- Мустафа Марданов — Аскер
- Мухлис Джанизаде — Анвар
- Р. Мирзоева — Алмаз
- Джаббар Алиев — Шарип